# د اینترنس، نیو ساوت ولز
د اینترنس (به انگلیسی: The Entrance) یک شهرک در استرالیا است که در نیو ساوت ولز واقع شده‌است.